# Karel Štark
Karel Štark (* 25. Februar 1942 in Plzeň) ist ein ehemaliger tschechoslowakischer Radrennfahrer und nationaler Meister im Radsport.

## Sportliche Laufbahn
Štark war im Bahnradsport aktiv. Er war Teilnehmer der Olympischen Sommerspiele 1964 in Tokio. Im Tandemrennen wurde er mit seinem Partner Karel Paar auf dem 5. Rang klassiert.
1962 und 1963 war er jeweils Sieger der nationalen Meisterschaft im Tandemrennen. Den nationalen Titel im 1000-Meter-Zeitfahren holte er 1962 und 1963.